# 波尔多大剧院

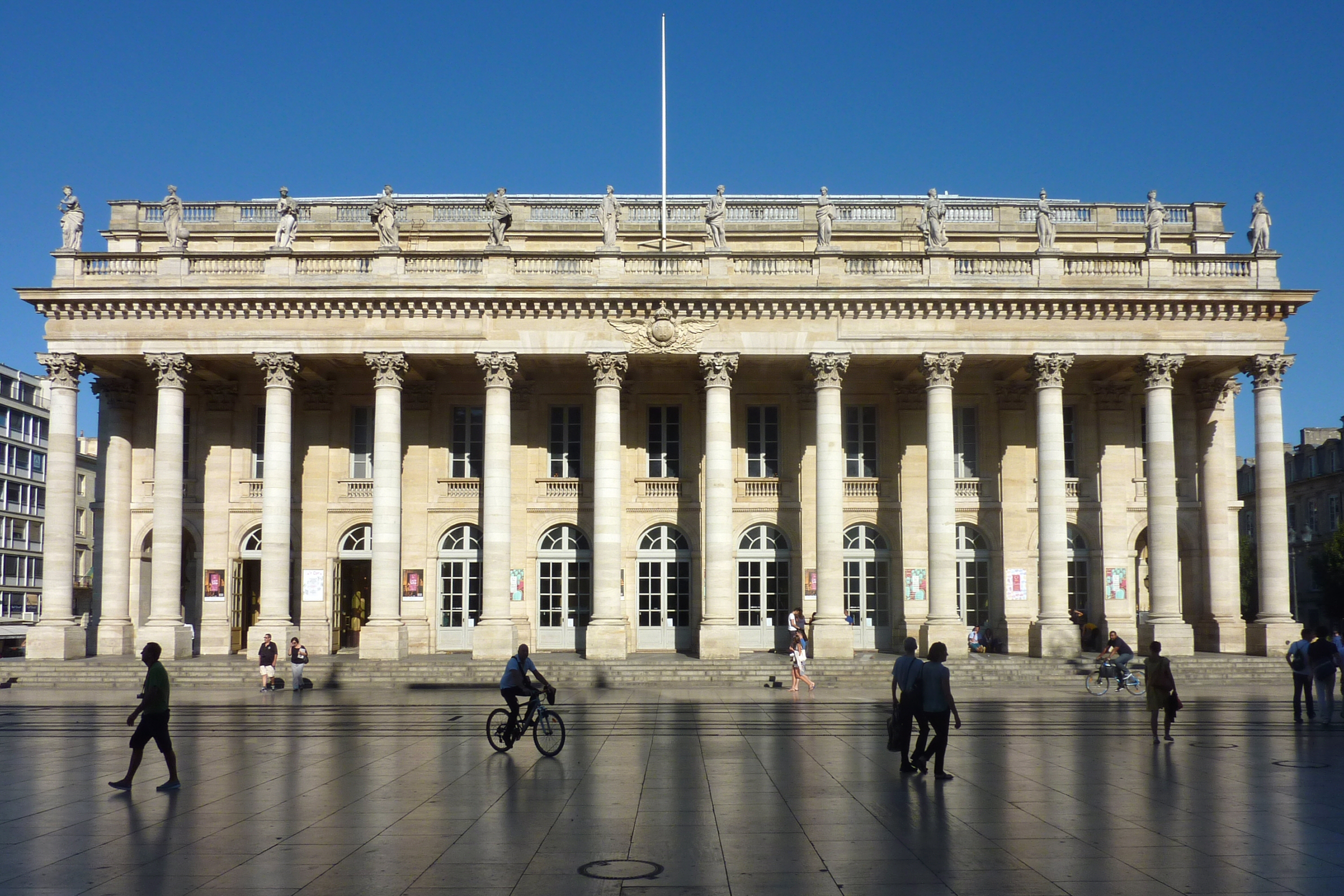
波尔多大剧院

波尔多大剧院（Grand Théâtre de Bordeaux）是法国波尔多的一个剧院，1780年4月17日开幕。芭蕾舞《女大不中留》（La Fille Mal Gardée）1789年在此首演，年轻的马里于斯·珀蒂帕也在此表演了他的第一个芭蕾舞。 
该剧院的设计者是建筑师维克托·路易（1731年-1800年），他因设计这座建筑而赢得罗马大奖。路易的著名作品还有巴黎的巴黎皇家宫殿和法兰西剧院（Théâtre Français）。
波尔多大剧院被看作是艺术和光的圣殿，立面为新古典主义风格，门廊的12根巨柱为科林斯柱式，顶部的12尊雕像为9个缪斯女神以及朱诺、维纳斯和密涅瓦。
1871年，法国国会的国民大会曾一度设在这座剧院。 
1991年，剧院的内部恢复为原来的蓝色和金色。波尔多大剧院是欧洲最古老的未被烧毁或需要重建的木框架歌剧院之一。
今天，剧院驻有波尔多国家歌剧院，以及波尔多国立芭蕾舞团。